# Finlands Kommunistiske Parti (1997)
Finlands Kommunistiske Parti (1997) (forkortet; SKP) er et kommunistisk finsk parti, som blev grundlagt i 1980'erne dengang under navnet Finlands Kommunistiske Parti (Samling), det blev dannet af en oppositionsgruppe til Finlands Kommunistiske Parti (1918–1992), partiet har siden 1997 haft sit nuværende navn. SKP er ikke repræsenteret i det finske parlament, men partiet har i enkelte kommuner nogle lokalerådsmedlemmer, inklusiv i Helsinki og Tampere. SKP er anslået til at have 2.500 medlemmer.
Ved Europa-parlamentsvalget i 1999 var SKP i valgalliance med Venstreforbundet, det lykkes med 236.490 stemmer for partierne at få valgt to kandidater. Ved det efterfølgende EU-valg i 2004 stillede partiet op for sig selv, det fik kun 10.134 stemmer, og blev derfor ikke valgt ind, ved det næste valg i 2009 blev partiet heller ikke valgt ind og fik kun 8.089 stemmer.